# Ai ga Tomaranai ~Turn It Into Love~

Ai ga Tomaranai ~Turn It Into Love~ (愛が止まらない...) est le titre de deux singles sortis uniquement au Japon en 1988 : le premier (une reprise en japonais) par le duo Wink, et le second (la version originale en anglais) par la chanteuse australienne Kylie Minogue.

## Single de Wink
Singles de Wink
Amaryllis
(1988) Namida wo Misenaide ~Boys Don't Cry~
(1989)
Ai ga Tomaranai ~Turn It Into Love~ (愛が止まらない...) est le 3e single de Wink.

### Présentation
Le single sort le 16 novembre 1988 au Japon sous le label Polystar. Il atteint la 1re place du classement de l'Oricon, et reste classé 40 semaines, pour un total de 645 000 exemplaires vendus, soit près de 50 fois plus que le précédent single de Wink, Amaryllis, devenant le 5e single le plus vendu de l'année au Japon (Oricon).
La chanson-titre est une reprise en japonais de la chanson Turn It Into Love de Kylie Minogue figurant sur son premier album Kylie, écrite par le trio d'auteurs britanniques "Stock Aitken Waterman" (Mike Stock, Matt Aitken et Pete Waterman), tandis que la chanson en « face B », « Ding Ding ~Koi Kara Hajimaru Futari no Train~ », est une reprise de la chanson « I en ding ding värld » de la chanteuse suédoise Annica Burman sortie en single dans l'année. À la suite du succès de la reprise de Wink, la version originale de Minogue sortira aussi en single au Japon sous le même titre un mois plus tard. Sa version en japonais sera à son tour reprise surtout dans les années 2000 par de nombreux artistes, dont Hideki Saijo, Puffy, Yuki Koyanagi, Dream, Ordinary Venus, Demon Kogure, ManaKana, Junichi Inagaki en duo avec Nanase Aikawa, Baby.M, etc.
La version de Wink a été utilisée comme thème musical pour le drama Oikaketai no!. Elle figurera sur le mini-album At Heel Diamonds qui sort deux semaines plus tard, et sera interprétée sur l'album live Shining Star de 1990. Elle figurera aussi sur la plupart des compilations du groupe, dont Wink Hot Singles, Raisonné, Diary, Reminiscence, Wink Memories 1988-1996, Treasure Collection ; elle sera aussi remixée sur les albums At Heel Diamonds (y figurant donc en deux versions), Remixes de 1995, Jam the Wink de 1996, et Para Para Wink! de 2000 ; sa version instrumentale figurera sur les albums karaoke Fairy Tone de 1990 et Fairy Tone 2 de 1991. La chanson Ding Ding (...) figurera quant à elle sur la compilation de "faces B" Back to Front de 1995.

### Liste des titres
Toutes les paroles sont écrites par Neko Oikawa (version japonaise).
| 1. | Ai ga Tomaranai ~Turn It Into Love~ (愛が止まらない...)                      | Stock Aitken Waterman           |  |
| 2. | Ding Ding ~Koi Kara Hajimaru Futari no Train~ (恋から始まるふたりのトレイン) | Lasse Andersson, Bruno Glenmark |  |

## Single de Kylie Minogue
Singles de Kylie Minogue
It's No Secret
(1988) Hand on Your Heart
(1989)
Ai ga Tomaranai ~Turn It Into Love~ (愛が止まらない..., re-titré en japonais en référence à la version de Wink) est le sixième single sorti par Kylie Minogue au Japon, le 21 décembre 1988, pour profiter du succès de la reprise homonyme de Wink.
Comme cette dernière, le single se classe N°1 des ventes à l'oricon. Il contient en "face A" la chanson Turn It Into Love extraite de son premier album Kylie, écrite et produite par le trio d'auteurs britanniques Stock Aitken Waterman (Mike Stock, Matt Aitken et Pete Waterman), avec en face B la chanson Made in Heaven extraite de son précédent single Je ne sais pas pourquoi.
Titres
1. Turn It Into Love (3:35)
2. Made in Heaven (3:24)